# Теоктист Вриений
Теоктист Вриений (на средногръцки: Θεόκτιστος Βρυέννιος) е византийски пълководец от първата половина на IX век, който през 842 г. потушава големия бунт на славяните в Пелопонес.
Теоктист Вриений е първият известен представител на фамилята на Вриениите, която просъществува до края на Византийската империя, достигайки своя апогей през XI – XII век, когато излъчва няколко изтъкнати военни командири и дори се включва в борбите за трона на империята. Теоктист Вриений е известен само от съчинението За управлението на империята, написано през средата на X век от император Константин VII Багренородни (уп. 913 – 959), който съобщава, че в началото на регентството на императрица Теодора, т.е. през 842 г., протоспатарий Теоктист Вриений е назначен за военен управител (стратег) на византийската тема Пелопонес и е изпратен с голяма армия, включваща войски от всички западни провинции на Византия, срещу широкомащабно въстание на местните славяни, избухнало през последните години от управлението на император Теофил (829 – 842). Това е второто голямо славянско въстание в Пелопонес, избухнало в рамките на едно поколение, като първото е нападението над Патра в началото на IX век, поражението на което е последвано от налагане на византийска власт над полунезависимите славянски племена и началото на тяхната постепенна елинизация.
Вриений успява да потуши въстанието, подчинява славянските племена в Пелопонес, които са превърнати в обикновени поданици на императора, административно подчинени на коринтския стратег, с изключение на две от тях – езерците и милингите, които обитавили непрестъпните местности около Лакедемон и Елос. Теоктист Вриений обаче ги принуждава да се оттеглят от низините на Лакедемонската равнина към планините Тайгет и Парнон, като едновременно с това успява да им наложи задължението да плащат ежегоден данък в размер на 300 златни солида за езерците и 60 солида за милингите. През 921/22 г. милингите и езерците отново се разбунтували срещу византийската власт и тогава също били усмирени от стратега Кринит Аротра.
Според едно предположение на Ромили Дженкинс, възприето и от авторите на том IV на „Гръцки извори за българската история“ (1961), протоспатарий Теоктист Вриений би следвало да се идентифицира с известния Вриений, за когото в житието на свети Еварест (819 – 897), основател на константинополския манастир Кокоробион (или Куроковион), се споменава, че е предвождал византийска дипломатическа мисия на императрица Теодора в България, както и с императорския спатарий и архонт на Далмация Вриений, чийто печат, публикуван от Гюстав Шлюмберже през XIX век, е датиран към първата половина на IX век. Тази хипотеза обаче търпи критики и се отхвърля от други византинисти, като Александър Каждан, които оставят отворен въпроса за връзката между тези исторически личности.

## Цитирана литература
- Гръцки извори за българската история, Т. IV. София: БАН, 1961, http://www.promacedonia.org/gibi/4/index.html
- Андонов, Камен (2024). Византийската дипломатическа мисия начело с Вриений в България - хронология и цел. – Наука, образование, културно-историческо наследство. В памет на проф.д.и.н Иван Йорданов. Шумен: ШУ Епископ Константин Преславски,  78 - 83, https://www.shu.bg/wp-content/uploads/file-manager-advanced/users/faculties/fhn/izdaniya/vizantinistika/Pytuvane-kym-BG-8.pdf
- Златарски, Васил (1970). Първо българско царство. II. Териториално разширение и политическо издигане. История на българската държава през средните векове, Том I. История на Първото българско царство. Част I. Епоха на хуно-българското надмощие (679—852) (2-ро изд.). София, http://www.promacedonia.org/vz1a/vz1a_b2_3.html
- Curta, Florin. The Edinburgh History of the Greeks, c. 500 to 1050: The Early Middle Ages.   Edinburgh, Edinburgh University Press, 2011. ISBN 978-0-7486-3809-3.
- ((en)) Kazhdan, Alexander (1991). Bryennios. – In: Kazhdan, Alexander (ed), Oxford Dictionary of Byzantium. Oxford and New York: Oxford University Press, ISBN 0-19-504652-8, COBISS.BG-ID: 1107246820, https://archive.org/details/odb_20210521/mode/2up
- ((de)) Lilie, Ralph-Johannes; Ludwig, Claudia; Pratsch, Thomas & Zielke, Beate (2013). Prosopographie der mittelbyzantinischen Zeit Online. Berlin and Boston: De Gruyter, DOI:10.1515/pmbz, https://books.google.com/books?id=XKvjQaXhPxgC&lpg=PP1&pg=PA578

|  | Тази страница частично или изцяло представлява превод на страницата Theoktistos Bryennios в Уикипедия на английски. Оригиналният текст, както и този превод, са защитени от Лиценза „Криейтив Комънс – Признание – Споделяне на споделеното“, а за съдържание, създадено преди юни 2009 година – от Лиценза за свободна документация на ГНУ. Прегледайте историята на редакциите на оригиналната страница, както и на преводната страница, за да видите списъка на съавторите. ВАЖНО: Този шаблон се отнася единствено до авторските права върху съдържанието на статията. Добавянето му не отменя изискването да се посочват конкретни източници на твърденията, които да бъдат благонадеждни. |